# George Henry Perkins
George Henry Perkins (Cambridge, 4 de agosto de 1844 - 12 de septiembre de 1933) fue un zoólogo, y botánico estadounidense. Fue entomólogo y geólogo estatal de Vermont.

## Biografía
Fue educado en la Academia Knox, Galesburg (Illinois), y en Yale, donde se graduó en 1867, y en 1869 recibió el grado de Ph.D. allí por estudios de postgrado. En 1869 fue nombrado profesor de historia natural en la Universidad de Vermont, y en 1898 se convirtió en decano del Departamento de ciencias naturales. A partir de 1880, ocupó el cargo de entomólogo estatal de Vermont. En 1895, dejó su cargo para convertirse en el geólogo estatal. Dedicó un estudio considerable a la arqueología del Champlain Valley, en relación con el que escribió numerosos artículos para periódicos y en artículos de sociedades científicas de la que era miembro. También dio conferencias sobre la historia natural con éxito en varios lugares.
Era un hombre amante de la paz, preeminentemente un conciliador y un dador de aprobación.

## Algunas publicaciones
Además de artículos técnicos en revistas científicas, ha publicado, bajo la autoridad del estado de Vermont:
- On the Injurious Insects of Vermont, 3 v. 1876–78
- More Important Parasites infesting Man and the Lower Animals 1880
- The Flora of Vermont 1882
- Co-operation in the Study of Insects. Vermont Agri. Exp. Station Bull. 11, 8 p. 1888
- The Marble, Slate, and Granite Industries of Vermont 1898
- Household Pests. Vermont Agri. Exp. Station Bull. 43, 8 p. 1895
- The Forest Caterpillar. Bull. 76 Vermont Agri. Exp. Sta. 24 p. 1900
- A Preliminary List of the Birds Found in Vermont. Reeditó de 1901 por HardPress, 72 p. ISBN 1290350051, ISBN 9781290350051 2012

- La abreviatura «G.Perkins» se emplea para indicar a George Henry Perkins como autoridad en la descripción y clasificación científica de los vegetales.[2]